# Jeffrey Hamburger
Jeffrey F. Hamburger (ur. 19 lutego 1957 w Londynie) – amerykański historyk sztuki, mediewista, profesor Uniwersytetu Harvarda.

## Życiorys
Syn Josepha Hamburgera (1922–1997), profesora nauk politycznych i społecznych na Uniwersytecie Yale. Ukończył studia z historii sztuki na Uniwersytecie Yale, gdzie w 1987 napisał dysertację doktorską pod kierunkiem Waltera Cahna. W latach 1986–1997 był profesorem Oberlin College w Oberlin (Ohio), w Instytucie Sztuk Pięknych (Department of Art), a w latach 1997–2000 profesorem historii sztuki na Uniwersytecie Torontońskim (Kanada). Od roku 2000 był profesorem w Instytucie Historii Sztuki i Architektury (Department of History of Art and Architecture) Uniwersytetu Harvarda. Wygłaszał wykłady gościnne w Zurychu, Paryżu, Oksfordzie, na Uniwersytecie w Notre Dame. W latach 1996 i 2008 przebywał w Polsce, gdzie – oprócz dekoracji średniowiecznych kodeksów – interesował się ikonografią gotyckich malowideł ściennych w dawnym kościele cysterek w Chełmnie.
Zajmuje się badaniem gotyckich rękopisów iluminowanych, kultury wizualnej i duchowości zakonów żeńskich średniowiecznych Niemiec, ikonografią Jana Ewangelisty. Jest autorem kilku obszernych książek, szeregu artykułów i recenzji naukowych. Współorganizator i kurator wystawy Krone und Schleier. Kunst aus mittelalterlichen Frauenklöstern (Korona i welon. Sztuka średniowiecznych klasztorów żeńskich) w Kunst- und Ausstellungshalle der Bundesrepublik Deutschland w Bonn i Ruhrlandmuseum w Essen (2005). Współredaktor księgi pamiątkowej prof. Jamesa Marrowa. Od roku 2001 członek Medieval Academy of America. W 2009 wybrany na członka Amerykańskiej Akademii Sztuk i Nauk.
Jest laureatem wielu amerykańskich nagród za publikacje. Członek krajowych i zagranicznych komitetów naukowych (Belgia, Niemcy, Wielka Brytania).
Żona, dr Dietlinde Hamburger, również jest historykiem sztuki.

## Wybrane dzieła
- The Rothschild Canticles. Art and mysticism in Flanders and the Rhineland circa 1300, New Haven; London, Yale University Press, 1990, ISBN 0-300-04308-2[8]
- Nuns as artists. The visual culture of a medieval convent, Berkeley; Los Angeles; London, University of California Press, 1997, ISBN 0-520-20386-0[9]
- The visual and the visionary. Art and female spirituality in late medieval Germany, New York, Zone Books, 1998, ISBN 0-942299-45-0[10]
- St. John the Divine. The deified evangelist in medieval art and theology, Berkeley; Los Angeles; London, University of California Press, 2002, ISBN 0-520-22877-4